# Pseudoderopeltis discrepans
Pseudoderopeltis discrepans är en kackerlacksart som beskrevs av Adelung 1903. Pseudoderopeltis discrepans ingår i släktet Pseudoderopeltis och familjen storkackerlackor.
Artens utbredningsområde är Etiopien. Inga underarter finns listade i Catalogue of Life.